# Кшиштоф Меєр
Кшиштоф Меєр (пол. Krzysztof Meyer; нар. 11 серпня 1943, Краків) — польський композитор, піаніст, музичний педагог, музикознавець.

## Біографія
У 1962–1965 роках навчався в Краківській вищій школі музики у Станіслава Веховича і Кшиштофа Пендерецького, пізніше — в Парижі в Наді Буланже, також навчався у Вітольда Лютославського. У 1967–1968 рр. був піаністом ансамблю сучасної музики MW2. У 1965–1987 викладав музично-теоретичні предмети в Краківській вищій школі музики, в 1989–2008 рр. професор композиції в Кельнській вищій школі музики. У 1985–1989 рр. очолював Спілку композиторів Польщі. В даний час викладає композицію в університетах Кракова і Познані.
Роки формування Меєра збіглися з періодом авангарду в польській музиці. Молодий Меєр активно пробував у всіляких новітніх на той час техніках (особливо сонористика, характерна для польської музики 1960-х)[джерело?]. Ці елементи збереглися в його арсеналі досі. Меєр сповідує підхід до музичної композиції як до комунікативного процесу. Музичний твір для Меєра — це свого роду історія, розпланована з урахуванням психології сприйняття і включає ряд фаз, пов'язаних між собою причинно-наслідковими зв'язками. Як прихильник «наративного», оповідного підходу до музичної форми Меєр близький до Шостаковича. З Шостаковичем його зближує перевага до традиційних, багаточастинних великих форм симфонічної та камерної музики і схильність до послідовної, докладної роботи з лаконічними, рельєфно окресленими темами. Ще одна важлива спільна риса — чітка акцентна ритміка. Меєр зберігає вірність великим, змістовним концепціям, виконаним традиційною мовою, але при цьому досить сучасним, інтегруючим авангардний досвід і в цілому вільним від прямої стилізації.
У 2012 році композитор нагороджений громадської медаллю «За внесок у розвиток музичного мистецтва».

## Основні твори

### Для оркестру
- 9 симфоній (1964—2016; 2, 3, 8 і 9 вокально-симфонічні)
- Hommage à Johannes Brahms
- Musica incrostata
- Farewell Music

### Концерти для
- флейти (1964; 1983)
- скрипки (1965; 1996)
- гобоя (1972)
- труби (1975)
- віолончелі (Canti Amadei — 1984; 1995)
- фортепіано (1989)
- кларнета (2001)
- альт-саксофона (1992)
- арфи і віолончелі (1984)
- скрипки і віолончелі (2006)
- «Дорогий Луїджі» (Caro Luigi) для 4-х віолончелей (1989)

### Камерно-інструментальні ансамблі
- 15 струнних квартетів
- Au-delà d'une absence — «16 й квартет Шостаковича»
- Квінтет для фортепіано і струнних
- Квінтет для кларнета і струнних
- Сонати і інші п'єси для різних інструментів

### Опери
- «Кіберіада» (Cyberiada), за С. Лемом (1970/1985)
- Завершення опери Шостаковича «Гравці» (1983)
- «Два клена», дитяча опера за Е. Шварцом (1990)

### Вокально-симфонічні
- Меса (1996)
- «Створення світу» (Schöpfung), ораторія (1999)

Композитор відомий як автор фундаментальної монографії, яка вважається найкращою біографією Д. Д. Шостаковича, вперше виданої в 1995 році німецькою мовою:
- Мейер, Кшиштоф. Дмитрий Шостакович: Жизнь, творчество, время = Schostakowitsch. Sein Leben, sein Werk, seine Zeit / Пер. с нем. Е. Гуляевой. — СПб. : «Композитор» (СПб.), 1998. — 559 с. — ISBN 5-7379-0043-6.
  - Мейер К. Шостакович: Життя, творчість, час / Пер. з пол. Е. Гуляєвой. — М .: Молода гвардія, 2006. — 439 [9] с .: іл. — (Життя чудових людей: Сер. Біогр .; Вип. 1014).